# جورج بورنس (لاعب كرة قاعدة)
جورج بورنس (بالإنجليزية: George Burns)‏ هو لاعب كرة قاعدة أمريكي، ولد في 24 نوفمبر 1889 في أوتيكا في الولايات المتحدة، وتوفي في 15 أغسطس 1966 في غلوفرسفيل في الولايات المتحدة.

## وصلات خارجية
- جورج بورنس على موقعبيزبول رفرنس.كوم (الدوري الرئيسي) (الإنجليزية)
- جورج بورنس على موقعبيزبول رفرنس.كوم (الدوري الثانوي) (الإنجليزية)
- جورج بورنس على موقع مشجعي الرسوم البيانية (الإنجليزية)